# 卡奇奧努山
21°2′34″S 67°52′13″W / 21.04278°S 67.87028°W
卡奇奧努山（Kachi Unu），是玻利維亞的山峰，位於該國西南部波托西省的北利佩斯省，處於查斯卡奧爾科山西北面、托馬薩米爾山和米柳奧爾科山東北面，屬於安第斯山脈的一部分，海拔高度4,641米。